# Kanton Strasbourg-2
Strasbourg-2 is een kanton van het Franse departement Bas-Rhin. Het kanton maakt deel uit van het arrondissement Strasbourg.
Het kanton omvat uitsluitend een (zuidelijk) deel van de gemeente Straatsburg (wijken : Gare, Montagne verte, Elsau Koenigshoffen en deel Halles).